# Inscryption
Inscryption es un videojuego estilo videojuego de mazmorras (popularmente conocido como roguelike), misterio y horror, desarrollado por Daniel Mullins Games y distribuido por Devolver Digital. El juego transcurre en una oscura cabaña desde donde el jugador intentará escapar jugando a un juego de cartas con un personaje misterioso y sombrío. Inscryption fue lanzado para Microsoft Windows el 19 de octubre de 2021. Se lanzaron posteriores versiones para Linux y macOS el 22 de junio de 2022, y para las plataformas PlayStation 4 y PlayStation 5 el 30 de agosto del mismo año.

## Historia
Luke Carder es un Youtuber, conocido en Youtube como Lucky Carder, cuyo contenido trata sobre juegos de cartas y videos de abertura de sobres. Un día él compra unos sobres de un juego llamado Inscryption, al abrirlos para un video ve que detrás de una carta hay escritas unas coordenadas y va a investigarlas. En esa locación consigue un disquete con en nombre de Inscryption, al verlo Luke se sorprende ya que él no sabía que existía una versión para ordenador del juego. Después de encender el juego se da cuenta de que no puede iniciar una nueva partida así que opta por continuar con los datos guardados.
Dentro del juego, el personaje principal interactúa con un humanoide sombrío con el que juega. En este punto del juego nuestras cartas serán bestias. Este personaje posee unas máscaras con las que simula ser diferentes personajes. Algunas cartas del juego tienen "alma" y pueden ayudarnos a resolver distintos puzles distribuidos por a cabaña estos son: el armiño, la chinche apestosa y el lobo viejo. En este punto del juego si la sombra apaga nuestras velas (que representan nuestra vida en el juego) nos llevará a una sala donde nos hará una "carta de muerte", que es la unión de habilidades y características que elige el jugador entre las cartas que ha obtenido en la partida, luego de eso nos pedirá que escribamos nuestro nombre en la carta recién creada, al final todo nuestro progreso se reinicia y la carta de muerte se añade como carta jugable durante la partida. Después de enfrentase a muchas adversidades el protagonista vence al humanoide y desbloquea el botón de nueva partida.
Al pulsar el botón de partida nueva en el menú principal el juego cambia totalmente estéticamente, con un aspecto de un clásico juego RPG hecho con pixel art pero siendo igualmente un juego de cartas y construcción de mazos. En este conocemos a los cuatro escribas: Leshi (anteriormente el humanoide sombrío), el escriba de las bestias; Grimora (anteriormente la chinche apestosa), la escriba de los muertos; P03 (anteriormente el armiño), el escriba de los robots; y Magníficus (anteriormente el lobo viejo), el escriba de los magos. Después de vencerlos a los cuatro, el protagonista se propone a suplantar a un escriba (a elección del jugador) pero antes de hacerlo P03 se apodera del control de Inscryption y reinicia nuevamente la partida.
Después de que el juego se reinicie vuelve a cambiar de aspecto volviendo a ser un juego 3D pero con una estética muy futurista. Ahora el protagonista va a tener que vencer a cuatro jefes repartidos por el mapa usando cartas con robots representados en vez de bestias. En este mapa hay muchos secretos ocultos llamados datos antiguos (OLD_DATA) que nos hablan sobre el secreto detrás del juego. Después de vencer a los cuatro jefes, P03 ya tiene todos los datos del ordenador de Luke por lo que le habla directamente y le dice que subirá Inscryption a la red para infectar a más ordenadores. Pero en ese instante los otros escribas que llevaban todo el tiempo escondidos atacan a P03 y le quitan el control de Inscryption (más concretamente Grimora).
Grimora toma la decisión de Borrar Inscryption por el bien del mundo aunque tuviera que sacrificarse junto a los demás escribas. Después de una emotiva despedida salen a la luz los datos antiguos y Luke al verlos entra en histeria y empieza a destruir su ordenador. Luego de este succeso suena el timbre de la casa de Luke y al abrir una mujer dispara a Luke, luego de eso lo único que se puede vislumbrar en la grabación es un gran charco de sangre.

## Jugabilidad
Inscryption es un juego roguelike de misterio, horror y construcción de mazos. Donde, usando diversas herramientas para crear mazos de cartas, luchamos contra adversarios y jefes en un tablero de juego de temáticas varias (según en que parte del juego nos encontremos). La mayoría de la historia del juego se obtiene con videos que aparecen entre las fases del juego o con diversas investigaciones de la comunidad usando pistas del juego y el canal de Youtube de Lucky Carder.

## Desarrollo
Inscryption es la evolución de un pequeño proyecto de Daniel Mullins en 2018 el juego se titulaba Sacrifices must be made y de esa idea inicial más la vuelta a Magic:the Gathering de Daniel Mullins asentaron las bases para lo que hoy conocemos como Inscryption. Actualmente está en fase Beta un mod oficial llamado Kaycee's Mod sobre Kaycee un personaje misterioso del que encontramos pistas en el juego base.

## Recepción

### Premios
| Año                               | Premios                                          | Categoría | Resultado | Referencia |
| --------------------------------- | ------------------------------------------------ | --------- | --------- | ---------- |
| 2021                              |                                                  |           |           |            |
| The Game Awards 2021              | Mejor juego independiente                        | Nominado  | [ 4 ]     |            |
| The Game Awards 2021              | Mejor juego de simulación/estrategia             | Nominado  | [ 4 ]     |            |
| 2022                              |                                                  |           |           |            |
| Game Developers Choice Awards     | Premio a la innovación                           | Nominado  | [ 5 ]     |            |
| Game Developers Choice Awards     | Juego del año                                    | Ganador   | [ 5 ]     |            |
| Independent Games Festival Awards | Gran Premio Seamus McNally                       | Ganador   | [ 6 ]     |            |
| Independent Games Festival Awards | Excelencia en narrativa                          | Ganador   | [ 6 ]     |            |
| Independent Games Festival Awards | Excelencia en diseño                             | Ganador   | [ 6 ]     |            |
| Independent Games Festival Awards | Excelencia en audio                              | Ganador   | [ 6 ]     |            |
| 25th Annual D.I.C.E. Awards       | Logro extraordinario en historia                 | Nominado  | [ 7 ]     |            |
| 25th Annual D.I.C.E. Awards       | Juego del año de simulación/estrategia           | Nominado  | [ 7 ]     |            |
| 25th Annual D.I.C.E. Awards       | Logro extraordinario para un juego independiente | Nominado  | [ 7 ]     |            |
| 25th Annual D.I.C.E. Awards       | Logro extraordinario en diseño                   | Nominado  | [ 7 ]     |            |
| 25th Annual D.I.C.E. Awards       | Logro extraordinario en dirección                | Nominado  | [ 7 ]     |            |
| 25th Annual D.I.C.E. Awards       | Juego del año                                    | Nominado  | [ 7 ]     |            |
| British Academy Game Awards       | Mejor juego                                      | Nominado  | [ 8 ]     |            |
| British Academy Game Awards       | Mejor diseño                                     | Ganador   | [ 8 ]     |            |
| British Academy Game Awards       | Propiedad original                               | Nominado  | [ 8 ]     |            |